# Dekanat Sitaniec
Dekanat Sitaniec – dekanat rzymskokatolickiej diecezji zamojsko-lubaczowskiej.

## Parafie
W skład dekanatu wchodzi 10 parafii:
- parafia MB Częstochowskiej – Czołki
- parafia Podwyższenia Krzyża Świętego – Horyszów Polski
- parafia Świętego Krzyża – Kalinówka
- parafia Niepokalanego Serca NMP – Łaziska
- parafia św. Jacka – Płoskie
- parafia św. Bartłomieja Apostoła – Sitaniec
- parafia Wniebowzięcia NMP – Stary Zamość
- parafia św. Antoniego Padewskiego – Udrycze
- parafia św. Stanisława – Wielącza
- parafia Chrystusa Króla – Złojec

## Sąsiednie dekanaty
Chełm – Wschód (archidiec. lubelska), Grabowiec, Krasnobród, Krasnystaw – Wschód (archidiec. lubelska), Szczebrzeszyn, Zamość